# Gavina capgrisa
La gavina capgrisa (Chroicocephalus cirrocephalus) és una espècie d'ocell de la família dels làrids (Laridae) que habita costes, rius i llacs de la major part de l'Àfrica subsahariana i Madagascar, i a l'Amèrica del Sud, a la costa peruana i des del Paraguai i sud del Brasil cap al sud fins a l'Uruguai i nord-est de l'Argentina.